# NK Močile Koprivnica
Nogometni klub Močile Koprivnica je nogometni klub iz Koprivnice. U sezoni 2024./25. natječe se u Elitnoj ŽNL Koprivničko-križevačkoj.

## Povijest
Klub je osnovan 2003. godine. U sezoni 2009./10. osvojen je naslov 2. ŽNL Koprivničko-križevačke te izborena promocija u prvu županijsku ligu.

## Vanjske poveznice
- Profil, HNS Semafor